# Sant Llorenç de Guardiola de Berguedà
Sant Llorenç de Guardiola de Berguedà és una església del municipi de Guardiola de Berguedà (Berguedà) inclosa en l'Inventari del Patrimoni Arquitectònic de Catalunya. Construïda entre 1956 i 1959 per tal de dotar al municipi d'una nova església, ja que l'antiga del monestir quedava massa lluny del nucli urbà. Es consagrà el 1959.

## Descripció
Església de tres naus de planta basilical coronada per un absis central flanquejat per absidioles. Als peus de l'edifici, a la façana a ponent, trobem una torre campanar de planta quadrada. La coberta és a dues aigües amb teula àrab i el parament de carreus de pedra irregulars units amb morter. L'entrada principal és un arc de mig punt amb arquivoltes en retranqueig amb columnes filiformes als muntants. A l'exterior trobem arcs cecs i bandes llombardes, típic romànic. De fet es tracta d'una construcció neoromànica dins d'un moviment historicista fet després de la guerra civil espanyola (1936- 1939).